# Transylvania Open 2024 - Qualificazioni singolare
Le qualificazioni del singolare del Transylvania Open 2024 sono un torneo di tennis preliminare per accedere alla fase finale della manifestazione disputate il 3 e 4 febbraio 2024. I vincitori dell'ultimo turno sono entrati di diritto nel tabellone principale. In caso di ritiro di uno o più giocatori aventi diritto a questi sono subentrati i Lucky loser, ossia i giocatori che hanno perso nell'ultimo turno ma che avevano una classifica più alta rispetto agli altri partecipanti che avevano comunque perso nel turno finale.

## Teste di serie
1. Harriet Dart (qualificata)
2. Marina Bassols Ribera (ultimo turno, lucky loser)
3. Alizé Cornet (qualificata)
4. Ėrika Andreeva (qualificata)
5. Emiliana Arango (qualificata)
6. Anna Bondár (ultimo turno, lucky loser)

1. Nuria Párrizas Díaz (spostata nel tabellone principale)
2. Lucrezia Stefanini (ultimo turno, ritirata)
3. Jil Teichmann (ultimo turno, ritirata)
4. Simona Waltert (qualificata)
5. Viktória Hrunčáková (primo turno)
6. Katarina Zavac'ka (ultimo turno)

## Qualificate
1. Harriet Dart
2. Sinja Kraus
3. Alizé Cornet

1. Ėrika Andreeva
2. Emiliana Arango
3. Simona Waltert

### Lucky loser
1. Anna Bondár

1. Marina Bassols Ribera

## Tabellone

### Legenda
| - Q = Qualificato - WC = Wild card - LL = Lucky loser | - ALT = Alternate - SE = Special Exempt - PR = Protected Ranking | - w/o = Walkover - r = Ritirato - d = Squalificato |

### Sezione 1
|  | Primo turno | Primo turno               | Primo turno               | Primo turno | Primo turno |  |  | Ultimo turno | Ultimo turno      | Ultimo turno      | Ultimo turno | Ultimo turno |  |
|  |             |                           |                           |             |             |  |  |              |                   |                   |              |              |  |
|  | 1           | Harriet Dart              | Harriet Dart              | 7           | 7           |  |  |              |                   |                   |              |              |  |
|  |             | Ilona Georgiana Ghioroaie | Ilona Georgiana Ghioroaie | 63          | 64          |  |  | 1            | Harriet Dart      | Harriet Dart      | 6            | 6            |  |
|  | WC          | Lavinia Tanasie           | Lavinia Tanasie           | 1           | 2           |  |  | 12           | Katarina Zavac'ka | Katarina Zavac'ka | 0            | 3            |  |
|  | 12          | Katarina Zavac'ka         | Katarina Zavac'ka         | 6           | 6           |  |  |              |                   |                   |              |              |  |

### Sezione 2
|  | Primo turno | Primo turno           | Primo turno           | Primo turno | Primo turno |  |  | Ultimo turno | Ultimo turno          | Ultimo turno          | Ultimo turno | Ultimo turno |  |
|  |             |                       |                       |             |             |  |  |              |                       |                       |              |              |  |
|  | 2           | Marina Bassols Ribera | Marina Bassols Ribera | 6           | 6           |  |  |              |                       |                       |              |              |  |
|  |             | Anna Sisková          | Anna Sisková          | 4           | 2           |  |  | 2            | Marina Bassols Ribera | Marina Bassols Ribera | 64           | 3            |  |
|  |             | Sinja Kraus           | 6                     | 3           | 6           |  |  |              | Sinja Kraus           | Sinja Kraus           | 7            | 6            |  |
|  | 11          | Viktória Hrunčáková   | 4                     | 6           | 3           |  |  |              |                       |                       |              |              |  |

### Sezione 3
|  | Primo turno | Primo turno   | Primo turno   | Primo turno | Primo turno |  |  | Ultimo turno | Ultimo turno  | Ultimo turno | Ultimo turno | Ultimo turno |  |
|  |             |               |               |             |             |  |  |              |               |              |              |              |  |
|  | 3           | Alizé Cornet  | Alizé Cornet  | 6           | 6           |  |  |              |               |              |              |              |  |
|  | WC          | Mara Gae      | Mara Gae      | 2           | 2           |  |  | 3            | Alizé Cornet  | 64           | 6            | 4            |  |
|  |             | Andrea Gámiz  | Andrea Gámiz  | 1           | 0           |  |  | 9            | Jil Teichmann | 7            | 0            | 2r           |  |
|  | 9           | Jil Teichmann | Jil Teichmann | 6           | 6           |  |  |              |               |              |              |              |  |

### Sezione 4
|  | Primo turno | Primo turno      | Primo turno      | Primo turno | Primo turno |  |  | Ultimo turno | Ultimo turno     | Ultimo turno | Ultimo turno | Ultimo turno |  |
|  |             |                  |                  |             |             |  |  |              |                  |              |              |              |  |
|  | 4           | Ėrika Andreeva   | Ėrika Andreeva   | 6           | 6           |  |  |              |                  |              |              |              |  |
|  |             | Nuria Brancaccio | Nuria Brancaccio | 0           | 0           |  |  | 4            | Ėrika Andreeva   | 5            | 6            | 1            |  |
|  | WC          | Briana Szabó     | Briana Szabó     | 1           | 1           |  |  | Alt          | Irina Chromačëva | 7            | 4            | 0r           |  |
|  | Alt         | Irina Chromačëva | Irina Chromačëva | 6           | 6           |  |  |              |                  |              |              |              |  |

### Sezione 5
|  | Primo turno | Primo turno        | Primo turno        | Primo turno | Primo turno |  |  | Ultimo turno | Ultimo turno       | Ultimo turno | Ultimo turno | Ultimo turno |  |
|  |             |                    |                    |             |             |  |  |              |                    |              |              |              |  |
|  | 5           | Emiliana Arango    | Emiliana Arango    | 6           | 6           |  |  |              |                    |              |              |              |  |
|  |             | Maria Sara Popa    | Maria Sara Popa    | 2           | 2           |  |  | 5            | Emiliana Arango    | 62           | 6            |              |  |
|  |             | Nadiia Kolb        | Nadiia Kolb        | 0           | 0           |  |  | 8            | Lucrezia Stefanini | 7            | 4            | r            |  |
|  | 8           | Lucrezia Stefanini | Lucrezia Stefanini | 6           | 6           |  |  |              |                    |              |              |              |  |

### Sezione 6
|  | Primo turno | Primo turno               | Primo turno               | Primo turno | Primo turno |  |  | Ultimo turno | Ultimo turno   | Ultimo turno   | Ultimo turno | Ultimo turno |  |
|  |             |                           |                           |             |             |  |  |              |                |                |              |              |  |
|  | 6           | Anna Bondár               | Anna Bondár               | 6           | 6           |  |  |              |                |                |              |              |  |
|  |             | Alexandra Cadanțu-Ignatik | Alexandra Cadanțu-Ignatik | 2           | 1           |  |  | 6            | Anna Bondár    | Anna Bondár    | 2            | 5            |  |
|  | WC          | Maria Teodorescu          | Maria Teodorescu          | 0           | 0           |  |  | 10           | Simona Waltert | Simona Waltert | 6            | 7            |  |
|  | 10          | Simona Waltert            | Simona Waltert            | 6           | 6           |  |  |              |                |                |              |              |  |